# Schindeln (Heraldik)
Als Schindel wird in der Wappenkunde ein einfaches Rechteck bezeichnet.

## Blasonierung und Gestaltung
Einzelne oder auch mehrere Schindeln können im Wappen auftreten. Dann muss ihre Anzahl genannt werden. Sie sind dann eine gemeine Figur, da sie im Feld schweben.
Für das Heroldsbild sind auch Namen wie Billet und Brieflein in den Beschreibungen zu finden. Die Lagen sind Längsschindel (pfahlartig, das ist stehend), Liegende Schindel (balkenartig), schrägliegend und schräglinksliegend. Mit schräggeschnittenen Enden (Parallelogramme) heißt die Schindel verstutzt.
Schindeln, Schindelung ein einseitig langgestrecktes Schachbrett. Durch sich kreuzende senkrechte und waagerechte Linien wird es gebildet. Die entstehenden Rechtecke auf der kurzen Seite senkrechtstehend werden abwechselnd tingiert. Ein derart geteiltes Wappenfeld wird geschindelt oder schmal geschacht blasoniert. Die einfachste Schindelung entspricht 1× geteilt, 2× gespalten. Schindeln ist als Flächengestaltung ein Heroldsbild.
Liegen die Rechtecke im Wappenfeld auf der langen Seite waagerecht, so haben Begriffe wie Steine oder Ziegel für dieses Bild ihre Berechtigung. Es wird dann in der Wappenbeschreibung von gemauert gesprochen. Sind nur noch die Trennlinien und keine unterschiedliche Tingierung zu sehen, dann ist es schwarz gemauert in der Feldfarbe oder gequadert bei Figuren, etwa Bauwerken.

Schindelschnitt (Eisendorf DE)

Sonst gibt es auch entsprechend die Schräg(rechts)schindelung und die Schräglinksschindelung.
Geschindelt blasoniert man aber auch eine lockere Musterung mit kleinen Rechtecken (mit Schindeln besät/bestreut).
Weiters gibt es abgeleitet von der Figur den Schindelschnitt. Er ähnelt dem Zinnenschnitt, ist aber gröber und immer in ungleichseitigen Rechtecken und hat einen anderen thematischen Bezug.
Die zum Quadrat verkürzte Schindel heißt Viereck oder Vierung, die unten gerundete ist das Schildlein (Schildchen). Die Hamaide sind drei übereinanderliegende, nach unten oder oben hin kürzer werdende Schindeln. Obschon die Schindel ein schwebender Pfahl, Balken, oder Schrägbalken seien könnte, sagt man nicht so, weil die beiden Objekte sich wesensfremd sind. Die schrägliegende Schindel wird Bruch (Einbruch) genannt, wenn sie speziell ein Beizeichen für Bastardwappen ist, sie gilt als stark verkürzter Schrägfaden.

## Beispiele

Durchbrochene Längsschindel (Campagne-sur-Aude FR)
Goldene liegende Schindeln, zwei Hirschstangen begleitend (Kirchhundem DE)
Schwarz, goldgeschindelt (mit Schindeln besät, billeté; Famars FR)
Oben mit Schindeln bestreut, unten silber-schwarze Schindeln (beide geschindelt, Wilnsdorf  DE)